# Productgerichte planning
Productgerichte planning  (product based planning) is vereist voor PRINCE2 projecten en is een methode om alle producten en gerelateerde benodigde arbeid te identificeren om een project te voltooien.

## Beschrijving
Productgerichte planning is bedoeld om zeker te zijn dat alle noodzakelijke producten die nodig zijn om doelen van een project te verwezenlijken geïdentificeerd en beschreven zijn.

### Productdecompositie en productbeschrijving
Plannen begint met het identificeren van de opdeelstructuur van een product (product breakdown structure, PBS) die vervolgens herhaaldelijk verfijnd wordt totdat alle benodigde producten zijn geïdentificeerd. De PBS is een hiërarchische boom van alle producten en deelproducten die samen het eindproduct vormen.
Het is belangrijk te begrijpen dat in deze context de term 'product' ook de tussentijdse document producten bevat die essentieel zijn voor het volbrengen van het project. Op deze manier is de product opdeelstructuur een stuk meer dan eenvoudigweg een uiteengezet diagram van het uiteindelijke eindproduct. Producten die worden opgenomen kunnen ook producten zijn nodig voor het managen van het project zoals op papier gebaseerde producten en kwaliteitsproducten zoals kwaliteitscontrole goedkeuringen op eerder gemaakte producten. Neem bijvoorbeeld dingen op als specificaties van de eisen, goedkeuringen van ontwerpen, test documentatie, veiligheidsvoorschriften, enzovoorts.

### Productstroomschema
Als een product opdeelstructuur eenmaal is gecreëerd, dan kan er begonnen worden aan het maken van een product stroomdiagram (product flow diagram, PFD).  Deze identificeert de volgorde van opeenvolging van de producten en zal typisch meervoudige en complexe paden bevatten. Voor praktische doeleinden is dit stroomdiagram in essentie hetzelfde als een PERT-diagram dat gebruikt wordt voor Kritieke pad methode waaruit vanzelf de ontwikkeling van een projectplanning voortvloeit.

## Voordelen
Een aanzienlijk voordeel van productgerichte planning is de mogelijkheid om kritieke verwachtingen en afhankelijkheden zichtbaar te maken. Als bijvoorbeeld het project nog een verdieping op een huis moet bouwen, dan is een afhankelijk product de verdieping waarop de nieuwe verdieping gebouwd dient te worden. Je hoopt dat dat product er al is en het geschikt is voor dit doel want jouw opdracht is alleen de extra verdieping te bouwen, alle onderliggende verdiepingen vallen buiten het bereik van je opdracht maar binnen je verwachtingen. Door op deze manier het gehele product te definiëren als een set die noodzakelijk is voor het project, en niet alleen die binnen het bereik van het project liggen, is het mogelijk om kritische aannames boven water te krijgen en te documenteren. 
Een ander voordeel vergeleken met activiteitgerichte planning betreft rapportage. Producten zijn nu eenmaal af of niet af, activiteiten kunnen voor een lange tijd 90% af zijn alhoewel er toch werk voor wordt verricht. Men neigt dan te vergeten welke dingen noodzakelijk zijn voor een project. Deze methode vangt ze af en vermindert de kans dat ze over het hoofd worden gezien. Deze methode wordt gebruikt in PRINCE2.

## Voorbeeld
Een koelkast is een eindproduct met als deelproducten een deur, planken, warmtewisselaar, ventilator, verlichting, etc. Elke van de deelproducten zijn zelf ook weer samengesteld uit kleinere producten zoals deurklink, isolatie, magnetische sluitstrip, etc.